# リオ・マリーナ
リオ・マリーナ（伊: Rio Marina）は、イタリア共和国トスカーナ州リヴォルノ県リオにある地区。
かつては基礎自治体（コムーネ）であった（2017年のコムーネ人口は約2,200人）。2018年1月、隣接するリオ・ネッレルバと合併し、新自治体リオが発足した。

## 地理

### 位置・広がり
ティレニア海に浮かぶエルバ島の最も東に位置する。

#### 隣接コムーネ
コムーネとしてのリオ・マリーナは、以下のコムーネと隣接していた。
- ポルト・アッズッロ
- リオ・ネッレルバ

### 気候分類
リオ・マリーナにおけるイタリアの気候分類 (it) および度日は、zona C, 1033 GGである。